# Vägsenap
Vägsenap (Sisymbrium officinale) är en växtart i familjen korsblommiga växter. 

## Externa länkar

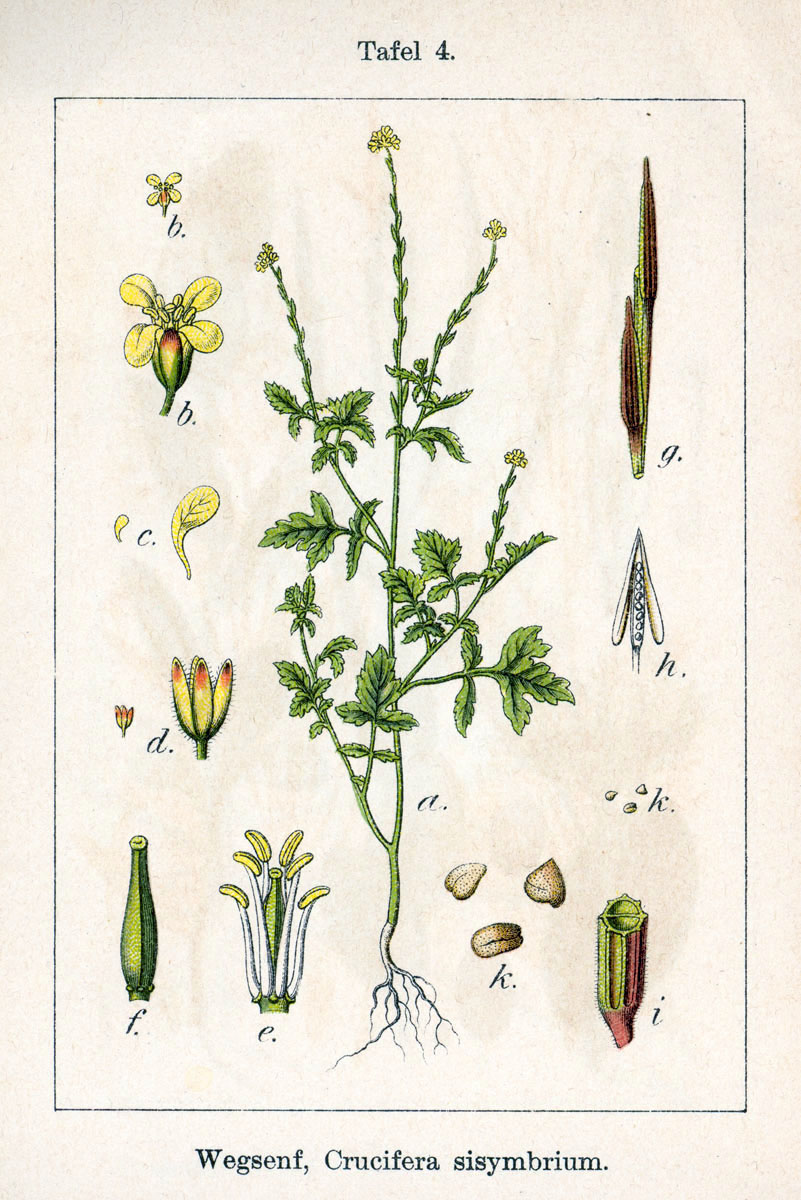